# 궁수자리 키3
궁수자리 키3(χ3 Sgr)은 황도 근처 궁수자리 방향에 있는 단독성으로 오렌지색으로 빛난다. 겉보기 등급은 5.45로 맨눈으로 볼 때 희미하게 보인다.  지구에서 볼 때의 연주시차 6.53 밀리초각으로부터 이 별은 태양으로부터 약 500 광년 떨어져 있음을 알 수 있다. 키3은 지구로부터 초속 39.6 킬로미터의 속도로 멀어지고 있다.
이 별의 분광형은 K3 III으로 진화가 이루어진 K형 거성에 해당된다. 겉보기 등급은 5.42 ~ 5.46 범위에서 진폭을 보이기에 변광성으로 의심되는 천체이다. 적외선 파장에서 키3은 505일을 1 주기로 큰 진폭을 보인다. 현재 키3은 태양 반지름의 37배까지 팽창되어 있으며 광도는 태양의 301 배에 이른다. 광구에서의 유효 온도는 4040 켈빈이다.